# Lex Hortensia
A Lex Hortensia de plebiscitiis, conhecida em português apenas como Lei Hortênsia, foi uma lei outorgada pelo ditador Quinto Hortênsio depois da terceira secessão da plebe da República Romana em 287 a.C., que determinou que todas as resoluções aprovadas pelos plebeus no Concílio da plebe (o plebiscito) adquirissem força de lei e, portanto, aplicassem para todos os cidadãos sem requerer a aprovação do senado romano.

## História
Esta mudança poderia parecer revolucionária, mas na verdade os patrícios continuavam envolvidos. Normalmente eles rascunhavam as leis e solicitavam a aprovação do senado antes que ocorresse o plebiscito.
De todo modo, essa lei levou a um equilíbrio de poder entre patrícios e plebeus pela primeira vez, produzindo uma era dourada para as instituições republicanas que durou mais de um século e foi muito mais tarde destruída pelas crises sociais que levaram os plebeus a exigir ainda mais poder.